# 25 мая
25 мая — 145-й день года (146-й в високосные годы) по григорианскому календарю.
До конца года остаётся 220 дней.
До 15 октября 1582 года — 25 мая по юлианскому календарю, с 15 октября 1582 года — 25 мая по григорианскому календарю.
В XX и XXI веках соответствует 12 мая по юлианскому календарю.

## Праздники и памятные дни
См. также: Категория:Праздники 25 мая

### Международные
- День освобождения Африки.
- Международный день пропавших детей[2].
- Всемирный день щитовидной железы[3].
- Всемирный день Таро[4].

### Национальные
- Аргентина — День Майской революции (1810).
- Иордания — День независимости (1946).
- Иран — День сопротивления Дизфуля (1986).
- Россия:
  - День филолога[5].
  - День нерпёнка (с 2003)[6].
- Перу — День клоуна[7].
- Туркменистан — День Ашхабада[8]
- Крещение Сары Кали — праздник цыган-католиков.[источник не указан 1002 дня]

### Религиозные
Православие
- Память священномученика Ермогена, патриарха Московского и всея России, чудотворца (прославление в 1913 году);
- память святителя Епифания, епископа Кипрского (403);
- память святителя Германа, патриарха Константинопольского (740);
- память преподобного Дионисия Радонежского, архимандрита (1633);
- второе обре́тение мощей праведного Симеона Верхотурского (Меркушинского) (1992);
- память святителей Савина, архиепископа Кипрского (V)[11] и Полувия, епископа Ринокирского (V)[12];
- память мученика Иоанна Влаха (Валаха) (1662) (Румынская православная церковь);
- память мучеников, в долине Ферейдан (Иран) от персов пострадавших (XVII в.) (переходящее празднование в 2017 году);
- память священномученика Петра Попова, пресвитера (1937);
- память мученицы Евдокии Мартишкиной (1938).

### Именины
- Католические: Альдельм, Беда, Валентион, Григорий, Давид, Дионисий, Дунхад, Зиновий, Иосиф, Лев[13], Людовик[13], Мануил[14], Михаил[14], Мария[14], Николай, Пасикрат, Роман, Савва, Урбан, Христофор, Юлий[источник не указан 793 дня].
- Православные: Герман, Денис, Евдокия, Иван, Пётр, Семён, Фёдор[источник не указан 2775 дней].

## События
См. также: Категория:События 25 мая

### До XVIII века
- 567 до н. э — царь Рима Сервий Туллий отпраздновал триумф после победы над этрусками.
- 1085 — Альфонсо VI Храбрый отвоевал Толедо у мусульман.
- 1420 — Генрих Мореплаватель стал великим магистром ордена Христа. Эту должность он занимал до конца своих дней.
- 1521 — закончился Вормсский рейхстаг, на котором издан Вормсский эдикт, объявивший Мартина Лютера еретиком и преступником и запретивший издание и распространение его трудов.
- 1592 — Имдинская война: японские войска закончили захват крепости Пусан и осадили Тоннэ.
- 1659 — лорд-протектор Англии, Шотландии и Ирландии Ричард Кромвель подал в отставку.

### XVIII век
- 1734 — в ходе Войны за польское наследство на итальянском театре боевых действий произошла Битва при Битонто, в которой испанские войска, возглавляемые графом Монтемар, полностью разгромили австрийские войска.
- 1781 — в Филадельфии учреждён банк Северной Америки.
- 1787 — в Филадельфии под председательством Джорджа Вашингтона собрался Конституционный Конвент, чтобы выработать Конституцию США.

### XIX век
- 1809 — в городе Чукисака (ныне Сукре, Боливия) на территории Королевской аудиенции Чаркас[исп.] началось восстание — Чукисакская революция.
- 1810 — в вице-королевстве Рио-де-ла-Плата (предшественник современной Аргентины) произошла Майская революция: группа революционеров сместила вице-короля и сформировала Первую хунту — первое самостоятельное правительство Соединённых провинций Южной Америки.
- 1819 — обнародована Конституция Аргентины.
- 1829 — в Лондоне состоялась премьера Первой симфонии Мендельсона.
- 1833 — принята Чилийская конституция.
- 1869 — открыто здание Венской оперы.
- 1882 — учреждено Королевское научное общество Канады.
- 1895 — Оскар Уайльд осуждён лондонским судом за «аморальное поведение» (связь с мужчиной) и приговорён к двум годам каторжных работ.

### XX век
- 1901 — основан «Ривер Плейт», один из самых титулованных спортивных/футбольных клубов Аргентины.
- 1919 — на Красной площади в Москве состоялся первый парад физкультурников и отрядов Всевобуча.
- 1925 — созданы футбольные команды Ленинградского металлического завода. С 2000 года дата считается днём основания футбольного клуба «Зенит».
- 1928 — экспедиция на дирижабле «Италия»: дирижабль потерпел аварию во льдах Арктики.
- 1926 — в Париже Самуил Шварцбурд убил Симона Петлюру.
- 1935 — упразднено Общество старых большевиков.
- 1936 — на экраны СССР вышла кинокомедия «Цирк».
- 1939 — первые в стране испытания системы автоматического взлёта и посадки тяжёлого самолёта ТБ-1.
- 1940 — Вторая мировая война: немецкие войска заняли порт Булонь-сюр-Мер на севере Франции.
- 1941 — высадка и развёртывание немецких войск в Ливии.
- 1944 — высадкой воздушного десанта в югославском городе Дрвар началась немецкая операция «Ход конём».
- 1946 — провозглашена независимость Иордании от Англии.
- 1953
  - Первое и единственное испытание ядерной артиллерии в США.
  - В Хьюстоне (шт. Техас) начал работу первый некоммерческий образовательный телеканал.
  - Первый полёт истребителя-бомбардировщика F-100 Super Sabre.
- 1955 — британские альпинисты Джордж Бэнд (George Band) и Джо Браун совершили первое успешное восхождение на Канченджангу (8586 м).
- 1956 — указ Президиума Верховного Совета СССР об установлении с 1 июля 6-часового рабочего дня для рабочих и служащих в возрасте 16—18 лет.
- 1957 — открыта крупнейшая в СССР гостиница — «Украина».
- 1963 — на I конференции государств и правительств африканских стран в Аддис-Абебе была создана Организация африканского единства (ОАЕ). По решению ООН этот день объявлен Днём освобождения Африки.
- 1968 — в 17 часов 40 минут, за 20 минут до начала представления «Есть на свете Москва», на стадионе «Трудовые резервы» в г. Кирове в результате возгорания пиротехники произошёл чудовищный взрыв, унёсший, по официальным данным, 39 жизней. Всего пострадало 111, из них 41 школьник.
- 1973 — в Киеве начался первый Всесоюзный фестиваль искусств «Киевская весна».
- 1977 — в кинотеатрах начался показ фильма «Звёздные войны. Эпизод IV: Новая надежда», ставшего первым по размерам кассовых сборов.
- 1979 — катастрофа DC-10 в Чикаго. Погибли 273 человека, из них двое — на земле. Это крупнейшая авиакатастрофа в истории США (без учёта терактов 11 сентября).
- 1981 — создан Совет сотрудничества арабских государств Персидского залива.
- 1982 — Фолклендская война: потоплен контейнеровоз «Атлантик Конвейор», погибли 20 человек. В тот же день аргентинская авиация потопила британский эскадренный миноносец HMS Coventry.
- 1983 — на экраны США вышел фильм «Звёздные войны. Эпизод VI: Возвращение джедая».
- 1984 — катастрофа Ту-134 в Донецке, погибли 7 человек.
- 1986 — люди в США стали в живую цепь в рамках Hands Across America.
- 1987 — в 15 часов 59 минут атомный ледокол «Сибирь» достиг Северного полюса. Руководитель экспедиции — Артур Чилингаров. Во время плавания была эвакуирована дрейфующая научная станция «Северный полюс-27», а позже в море Лаптевых высажена новая — «Северный полюс-29».
- 1989 — открыт I Съезд народных депутатов СССР. Председателем Верховного Совета СССР избран М. С. Горбачёв.
- 1990 — председатель Совета министров СССР Николай Рыжков представил программу перехода к «регулируемой рыночной экономике».
- 1993 — Совет Безопасности ООН учредил Международный трибунал по бывшей Югославии.
- 1994 — Хакасия приняла свою первую конституцию.
- 1996 — в Киеве восстановлен памятник княгине Ольге, разрушенный в 1919 году.
- 1997 — в результате переворота президентом Сьерра-Леоне стал майор Джонни Пол Корома, бывший президент Ахмад Теджан Кабба бежал в Гвинею.
- 2000 — в Третьяковской галерее открыта постоянная экспозиция «Искусство XX века».

### XXI век
- 2001 — американец Эрик Вайхенмайер стал первым слепым человеком, поднявшимся на Джомолунгму.
- 2002 — катастрофа Boeing 747 над Тайваньским проливом, 225 погибших.
- 2003 — взрыв на борту трансатлантического лайнера «Norway», стоявшего в порту Майами. Как минимум 4 члена экипажа погибли, 21 получил тяжёлые ранения.
- 2009 — Северная Корея провела подземные ядерные испытания мощностью 20 килотонн[15].
- 2011 — последний выпуск «Шоу Опры Уинфри», выходившего с 1986 года.
- 2013 — впервые в финале Лиги чемпионов УЕФА сыграли два немецких клуба: на «Уэмбли» «Бавария» обыграла дортмундскую «Боруссию» (2:1).
- 2018 — в Европейском союзе вступил в действие Общий регламент по защите данных.
- 2024 ― ВС РФ нанесли ракетно-бомбовый удар по Харькову, в результате которого более 19 человек погибло и более 79 было ранено.

## Родились
См. также: Категория:Родившиеся 25 мая

### До XIX века
- 1048 — Шэнь-цзун (ум. 1085), китайский император династии Сун.
- 1320 — Тогон-Тэмур (ум. 1370), последний император монгольской империи Юань.
- 1334 — Суко (ум. 1398), император Японии, один из северных претендентов.
- 1417 — Екатерина Клевская (ум. 1479), герцогиня Гелдерна.
- 1550 — Камилл де Леллис (ум. 1614), католический святой, основатель ордена камиллианцев.
- 1606 — Шарль Гарнье (ум. 1649), католический святой.
- 1713 — Джон Стюарт, 3-й граф Бьют (ум. 1792), шотландский дворянин, премьер-министр Великобритании (1762—1763) при Георге III.
- 1791 — Нгуен Тхань-то (ум. 1841), император Вьетнама (1819—1841).

### XIX век
- 1802 — Фёдор (Иоганн Фридрих фон) Брандт (ум. 1879), немецкий и российский врач, зоолог и ботаник, автор более 300 научных трудов.
- 1803
  - Эдуард Булвер-Литтон (ум. 1873), английский писатель.
  - Ральф Уолдо Эмерсон (ум. 1882), американский поэт, эссеист и философ, создатель теории трансцендентализма.
- 1810 — Пьер Эдмон Буассье (ум. 1885), швейцарский ботаник и путешественник, описавший ок. 3600 новых видов растений.
- 1818 — Якоб Буркхардт (ум. 1897), швейцарский историк культуры, один из основоположников культурологии как науки.
- 1836 — Николай Петров (ум. 1920), русский учёный, инженер, участник строительства Транссибирской магистрали, инициатор создания Московского инженерного училища ведомства путей сообщения (ныне Московский институт инженеров транспорта).
- 1845 — Герман Ларош (ум. 1904), российский музыкальный и литературный критик, композитор.
- 1860 — Джеймс Кеттелл (ум. 1944), американский психолог, представитель дифференциальной психологии.
- 1863 — Генрих Риккерт (ум. 1936), немецкий философ-неокантианец.
- 1865
  - Питер Зееман (ум. 1943), голландский физик, лауреат Нобелевской премии (1902).
  - Джон Рэлей Мотт (ум. 1955), американский общественный и религиозный деятель, лауреат Нобелевской премии мира (1946).
- (по официальным данным) 1893 — Иосип Броз Тито (ум. 1980), югославский революционер, политический, государственный, военный и партийный деятель; президент Югославии (1945—1980).
- 1884 — Жан-Ришар Блок (ум. 1947), французский писатель и общественный деятель, антифашист.
- 1888 — Анатолий Александров (ум. 1982), русский советский композитор, дирижёр, пианист, педагог.
- 1889 — Гюнтер Лютьенс (погиб 1941), германский военно-морской деятель, адмирал кригсмарине.
- 1895 — Евгений Тареев (ум. 1986), советский терапевт, основатель научной школы, академик АМН СССР.
- 1899 — Кази Назрул Ислам (ум. 1976), бенгальский поэт, музыкант, революционер.

### XX век
- 1905 — Александр Корнейчук (ум. 1972), советский драматург и государственный деятель, академик АН СССР.
- 1905 — Семён Нагорный (наст. фамилия Вайсбейн-Нагорный; ум. 1992), советский писатель, сценарист, автор киноповестей.
- 1907 — У Ну (ум. 1995), бирманский политический деятель, премьер-министр Бирмы.
- 1913
  - Хайнрих Бер (погиб 1957), немецкий лётчик-ас Второй мировой войны.
  - Доналд Маклейн (ум. 1983), советский разведчик, член «Кэмбриджской пятёрки».
  - Суламифь Цыбульник (ум. 1996), украинская и советская кинорежиссёр.
- 1918
  - Константин Воинов (ум. 1995), кинорежиссёр, сценарист и актёр, народный артист РСФСР.
  - Вера Орлова (ум. 1993), актриса театра и кино, народная артистка РСФСР.
- 1920
  - Юрий Егоров (ум. 1982), кинорежиссёр и сценарист, народный артист РСФСР.
  - Артур Уинт (ум. 1992), ямайский бегун и дипломат, двукратный олимпийский чемпион (1948, 1952).
- 1921 — Джек Стейнбергер (ум. 2020), американский физик, лауреат Нобелевской премии (1988).
- 1922 — Владимир Довейко (ум. 2002), артист цирка, акробат, актёр, народный артист СССР.
- 1927 — Роберт Ладлэм (ум. 2001), американский писатель, автор остросюжетных романов.
- 1929 — Беверли Силлз (ум. 2007), американская оперная певица.
- 1930 — Соня Рикель (ум. 2016), французская кутюрье.
- 1931 — Георгий Гречко (ум. 2017), советский космонавт, дважды Герой Советского Союза.
- 1934 — Евгений Бачурин (ум. 2015), советский и российский поэт, бард, художник.
- 1933 — Басдео Пандай (ум. 2024), политический и государственный деятель Тринидада и Тобаго. Занимал должность премьер-министра страны (1995 — 2001).
- 1937 — Аугусто Сикаре (ум. 2022), аргентинский изобретатель, инженер и авиаконструктор.
- 1939 — Иэн Маккеллен, английский актёр театра и кино.
- 1941
  - Владимир Воронин, третий президент Молдовы (2001—2009).
  - Олег Даль (ум. 1981), советский актёр театра и кино.
- 1942 — Александр Калягин, актёр и режиссёр, народный артист РСФСР, лауреат Государственной премии СССР.
- 1944
  - Пьер Башле (ум. в 2005), французский певец и композитор.
  - Фрэнк Оз, американский кукловод, кинорежиссёр, актёр, лауреат 4 премий «Эмми» и трёх «Грэмми».
- 1947 — Игорь Иртеньев, поэт, представитель иронического направления в современной русской поэзии.
- 1948 — Клаус Майне, вокалист немецкой рок-группы «Scorpions».
- 1951 — Пэтти Д’Арбанвилл, американская актриса и фотомодель.
- 1952 — Александр Суханов, российский композитор, бард, автор около 150 песен.
- 1955 — Конни Селлекка, американская актриса.
- 1958 — Пол Уэллер, английский рок-музыкант, автор песен, в прошлом фронтмен группы The Jam.
- 1963
  - Майк Майерс, канадский актёр, комик, сценарист и продюсер фильмов.
  - Людовик Орбан, румынский государственный деятель, премьер-министр страны (2019—2020).
- 1964 — Александр Гуревич, российский телеведущий, продюсер и шоумен.
- 1969 — Энн Хеч (ум. 2022), американская актриса, кинорежиссёр и сценарист.
- 1971 — Кристина Орбакайте, российская певица, заслуженная артистка РФ
- 1971 — Джастин Генри, американский киноактёр.
- 1976
  - Киллиан Мёрфи, ирландский актёр театра и кино.
  - Сандра Насич, вокалистка немецкой группы Guano Apes
- 1978 — Адам Гонтье, канадский музыкант, наиболее известный как бывший вокалист, ритм-гитарист и основной автор песен группы Three Days Grace.
- 1979 — Пеги Люйиндюла, французский футболист.
- 1982 — Эзекиль Кембои, кенийский бегун, двукратный олимпийский чемпион на дистанции 3000 м с/п (2004, 2012)
- 1985 — Алексис Тексас, американская киноактриса.
- 1986 — Герайнт Томас, валлийский шоссейный и трековый велогонщик, двукратный олимпийский чемпион.
- 1987 — Камиль Стох, польский прыгун с трамплина, трёхкратный олимпийский чемпион.
- 1988 — Камерон ван ден Бург, южноафриканский пловец, олимпийский чемпион (2012).
- 1991 — Коди Икин, канадский хоккеист, чемпион мира (2015).
- 1994 — Эли Райсман, американская гимнастка, трёхкратная олимпийская чемпионка.
- 1995 — Дмитрий Волков, российский волейболист.
- 1996 — Давид Пастрняк, чешский хоккеист.

## Скончались
См. также: Категория:Умершие 25 мая

### До XX века
- 986 — Абдуррахман ас-Суфи (р. 903), персидский астроном и математик.
- 1085 — Григорий VII (в миру Гильдебранд; р 1020/1025), 157-й папа римский (1073—1085).
- 1261 — Александр IV (в миру Ринальдо Конти; р. ок. 1185), 181-й папа римский (1254—1261).
- 1591 — Дмитрий Иванович (род. 1582), царевич, князь углицкий, младший сын Ивана Грозного; канонизирован в 1606 г. как благоверный царевич Димитрий Углицкий.
- 1681 — Педро Кальдерон де ла Барка (р. 1600), испанский драматург.
- 1693 — Мари де Лафайет (р. 1634), французская писательница, зачинательница жанра любовно-психологического романа.
- 1813 — погиб Андрей Кайсаров (р. 1782), русский публицист, филолог, поэт.
- 1866 — Николай Брашман (р. 1796), чешский и российский математик, механик, педагог.
- 1899 — Роза Бонёр (р. 1822), французская художница-анималист.

### XX век
- 1911 — Василий Ключевский (р. 1841), русский историк, академик Петербургской академии наук.
- 1913 — покончил с собой Альфред Редль (р. 1864), австрийский офицер контрразведки, двойной агент.
- 1917 — Максим Богданович (р. 1891), белорусский поэт.
- 1919 — Пётр Невежин (р. 1841), русский драматург.
- 1924 — Любовь Попова (р. 1889), русская советская художница, представительница авангарда.
- 1926 — убит Симон Петлюра (р. 1879), украинский политический и военный деятель.
- 1928 — Мартин Кукучин (р. 1860), словацкий писатель, драматург, публицист.
- 1936 — Ян Левослав Белла (р. 1843), словацкий композитор.
- 1940 — Мэри Андерсон (р. 1859), американская театральная актриса.
- 1945 — Демьян Бедный (р. 1883), русский советский писатель, поэт, публицист, общественный деятель.
- 1946 — Патти Смит Хилл[англ.] (р. 1868), американская учительница, автор песни «Happy Birthday to You».
- 1954 — погиб Роберт Капа (р. 1913), венгерский фотодокументалист.
- 1962 — Сергей Щербатов (р. 1875), российский художник, коллекционер и меценат.
- 1964 — Василий Золотарёв (р. 1872), белорусский композитор, народный артист Белорусской ССР.
- 1965 — Сонни Бой Уильямсон II (р. 1899), американский блюзовый музыкант, прославившийся игрой на губной гармонике.
- 1968
  - Павел Беспощадный (р. 1895), украинский советский поэт.
  - Василий Казаков (р. 1898), маршал артиллерии, Герой Советского Союза.
- 1972 — Аста Нильсен (р. 1881), датская актриса немого кино.
- 1977 — Евгения Гинзбург (р. 1904), советская журналистка и писательница, мать Василия Аксёнова.
- 1981 — Георг Мальмстен (р. 1902), финский певец, композитор и актёр.
- 1992 — Виктор Гришин (р. 1914), первый секретарь Московского горкома КПСС в 1967—1985 гг.

### XXI век
- 2011
  - Леонора Каррингтон (р. 1917), английская художница, скульптор, писательница.
  - Рафаэль Циталашвили (р. 1949), один из ведущих иллюзионистов России, заслуженный артист РФ.
- 2012 — Эдоардо Манджаротти (р. 1919), итальянский фехтовальщик, 6-кратный олимпийский чемпион, 13-кратный чемпион мира.
- 2014 — Войцех Ярузельский (р. 1923), польский военный и государственный деятель.
- 2020 — погиб Джордж Флойд, афроамериканец, чья смерть привела к массовым антирасистским протестам по всей стране.

## Приметы
- День Епифана. На Епифана зацветает рябина. Если «утро в красном кафтане», то и «лето будет сухое, жаркое, пожарное»[16].